# Фудбалска утакмица Мађарска - Енглеска 1954.
Мађарска против Енглеске (1954) је била међународна фудбалска утакмица одиграна 23. маја 1954. године. Утакмица се играла између фудбалске репрезентације Мађарске, тада првопласираног тима на свету и олимпијских шампиона, и фудбалске репрезентације Енглеске, која потиче из колевке фудбалске игре и познати „Краљеви фудбала“. Утакмица је била реванш утакмице из 1953. на старом стадиону Вембли, где је Мађарска победила Енглеску са 6 : 3.
Енглеска је приступила игри у нади да је резултат 6 : 3 само тренутак слабости у њиховој игри. Уместо тога, Мађарска је одржала нови мајсторски курс фудбала и победила Енглеску са 7 : 1. Резултат ове утакмице је остао највећи пораз Енглеске до данас.

## Околности пред утакмицу
Под управом Густава Шебеша, Мађарска је била непоражена од маја 1950. и освојила је фудбалски турнир на Летњим олимписким играма 1952. у Хелсинкију. ФИФА је оценила мађарску репрезентацију као тим број један на свету и били су изразити фаворити за Светско првенство 1954.
Енглеску је ФИФА поставила као тим број четири на свету, али је још увек постојала у клими самозадовољства, Фудбалски савез (ФА) је видео своју земљу као зачетника игре и претпоставио је да су енглески играчи технички и физички супериорнији од својих страних колега. Тренерски и тактички напредак из иностранства су игнорисани, а енглеска репрезентација и већина клубова су истрајали са застарелом WM формацијом. Менаџер Волтер Винтерботом није имао претходно менаџерско искуство у професионалном фудбалу, и он сам није бирао играче за репрезентацију Енглеске, та улога је остала на селекционој комисији ФА, која је често показивала мало или нимало доследности у избору играча.
Мађарска је посетила Енглеску 1953. године и на Вемблију победила резултатом 6 : 3, први пут да је страни тим ван Британских острва победио Енглеску на домаћем терену. Резултат је изазвао шок у енглеском фудбалу, са неколико истакнутих менаџера и играча као што су Мет Базби, Дон Ревије, Бил Николсон и Рон Гринвуд који су схватили да се енглеска игра мора прилагодити ако репрезентација жели да се такмичи на највишем нивоу. ФА је са друге стране пораз гледао као „једнократан”, и задржао је Винтерботома и застарелу формацију WM за реванш у Будимпешти.

## Утакмица

### Датум, место и посета
Утакмица је одиграна 23. маја 1954. године на Непстадиону у Будимпешти  пред 92.000 гледалаца.

## Тим Енглеске
Енглески тим је изашао у својој уобичајеној WM формацији, а у саставу су били реномирани енглески играчи као што су капитен Били Рајт, голман Гил Мерик, крило Том Фини и унутрашњег нападача Ајвор Бродис. Центарфор Бедфорд Џезар је дебитовао за Енглеску.

## Тим Мађарске
Мађарски тим је изашао у саставу који му је омогучио да игра у формацији 4–2–4 коју је увео њихов тренер Густав Шебеш. Јожеф Божик је играо на позицији дубоког везног реда, док је Надор Хидегкути могао слободно да се креће између средине терена и напада. Ференц Пушкаш и Шандор Кочиш су били нападачи, а ширину су обезбедили Золтан Цибор и Јожеф Тот, све идентично као у првој утакмици у Лондону годину дана раније.

## Прво полувреме
Мађарска је доминирала игром и утакмицом. Енглеска није била у стању да добије лопту већи део времена, а када је успела, није била у стању да направи никакав продор против боље припремљене и тактички вештије Мађарске. Енглези нису извукли поуке из пораза од 6 : 3 на Вемблију, Енглеска је изнова и изнова испадала из своје тактичке позиције.
Михаљ Лантош је постигао гол за Мађарску већ после 10 минута, Ференц Пушкаш је дао други гол седам минута касније, пре него што је Шандор Кочиш повећао на 3 : 0 у 19. минуту. Енглеска је једноставно била декласирана и надиграна до краја полувремена.

## Друго полувреме
Друго полувреме се наставило у истом тону, Кочиш је додао свој други гол у 57. минуту, Надор Хидегкути је постигао гол два минута касније, Тот је додао шести, а Пушкаш је постигао последњи мађарски гол у 71. минуту. Била је то лоша тактичка игра Енглеске, са јединим врхунцем што је Ајвор Бродис постигао погодак када су Мађари мало успорили пошто су већ водили са 6 : 0.
Коначни резултат је био Мађарска 7 Енглеска 1, ово се још увек сматра најтежим фудбалским поразом Енглеске.

## Последице
Резултат је потврдио оно што су многи у енглеском фудбалском свету сумњали после пораза на Вемблију резултатом 6 . 3, да Енглеска више није велика фудбалска сила и да енглеска игра мора да гледа на континент за тактички и тренинг напредак. Резултат је за Енглезе био поражавајући за Енглезе укупан скор у две утакмице је био 13 : 4 за Мађарску
| Мађарска                                                                         | 7 : 1            | Енглеска   |
| -------------------------------------------------------------------------------- | ---------------- | ---------- |
| Лантош 10’ · Пушкаш 17’, 71’ · Кочиш 19’, 57’ · Хидегкути 59’ · Јожеф Тот II 63’ | Сажетак утакмице | Бродис 68’ |

| Мађарска | Енглеска |

| GK           | 1  | Ђула Грошич       |
| RB           | 2  | Јене Бузански     |
| LB           | 3  | Михаљ Лантош      |
| DM           | 4  | Јожеф Божик       |
| CB           | 5  | Ђула Лорант       |
| CB           | 6  | Јожеф Закаријаш   |
| RW           | 7  | Јожеф Тот II      |
| FW           | 8  | Шандор Кочиш      |
| AM           | 9  | Нандор Хидегкути  |
| FW           | 10 | Ференц Пушкаш (c) |
| LW           | 11 | Золтан Цибор      |
| Селектор:    |    |                   |
| Густав Шебеш |    |                   |

| GK                 | 1  | Гил Мерик      |
| RB                 | 2  | Рон Стенфорт   |
| LB                 | 3  | Роџер Берн     |
| RH                 | 4  | Билу Рајт (c)  |
| CB                 | 5  | Сид Овен       |
| LH                 | 6  | Џими Дикинсон  |
| RW                 | 7  | Питер Харис    |
| IR                 | 8  | Џеки Севел     |
| CF                 | 9  | Бедфорд Џезард |
| IL                 | 10 | Ајвор Бродис   |
| LW                 | 11 | Том Фини       |
| Селектор:          |    |                |
| Валтер Винтерботом |    |                |

|  |

## Белешке и референце
1. ↑  „The Miracle on Grass as USA beat England”. ESPN. 9. 6. 2010. Архивирано из оригинала 13. 01. 2014. г. Приступљено 16. 4. 2012.
2. 1 2 3 4 5  „Ivor Broadis full career profile”. Архивирано из оригинала 13. 7. 2012. г. Приступљено 11. 6. 2011.
3. ↑  „Hungary defeated England 7-1 on this day in 1954”. en.mlsz.hu. Приступљено 2021-03-29.
4. ↑  Puskás, Ferenc (1997). Puskas on Puskas: The Life and Times of a Footballing Legend. Robson. ISBN 1-86105-083-6..
5. ↑  „England v Hungary - a football match that started a revolution”. BBC News. BBC. 23. 11. 2013.